# Carl Legelius
Carl Johan Erik Legelius, född 1967 i Uppsala, är en svensk journalist och författare.
Legelius har under flera år arbetat som motorjournalist på en rad olika motortidningar. Han är nu chefredaktör på tidningen Klassiker och har tidigare bland annat arbetat på tidningarna Teknikens värld och Retro
Legelius utkom 2011 med barnboken Paddan, Bubblan och Kojan på Berghs Förlag. Boken handlar om klassiska bilar. År 2014 släppte han sin andra bok Kluriga Klassiker och 2019 kom uppföljaren Små Och Stora Klassiker.